# Анзабеговско-Връшнишка култура
Анзабеговско-Връшнишката култура (на македонска литературна норма: Анзабеговско-Връшнишка култура) е археологическа култура от епохата на средния и късния неолит.
Съществува около 5300 – 4200 година пр. Хр. на територията на съвременната Северна Македония. Влиза в състава на балкано-анатолийския комплекс. Името на културата идва от два археологически паметника – Анзабегово до Щип и Връшник.
Възстановката край Маджари на неолитното селище Тумба е направено на основа на археологически останки на терена на Тумба, на модели на Анзабеговско-Връшнишката и Велушко-Породинската култура. Разцветът на Тумба е именно по време на културата Анзабегово-Връшник, около 5800 – 5200 година пр.н.е.
Развитието на културата се разделя на 4 фази — Анзабегово-Връшник I –IV. Първата  фаза се дели но три подфази – Анзабегово-Връшник Ia, Ib и Ic). Първата фаза се отнася към ранния неолит, а останалите – към т.нар. среден неолит.
Археологическите обекти свързани с тази култура са разположени в долината на река Брегалница, както и в околностите на Скопие. Аналогични такива се срещат и на територията на съвременна България — долината на река Струма, както и в земите на съвременна Гърция, по поречието на  Вардар.
Сградите от фазата Анзабегово-Връшник I са построени само от глина, докато през следващите фази същите са измазани и са с подова настилка, покрита с плочки. Открити са редица случаи, когато мъртвите са погребвани близо до жилището, в свита поза, но без систематизирана ориентация. 
По време на четирите периода на културата Анзабегово-Връшник се появяват три основни вида керамика. Първият вид е представляват керамични съдове с тънки стени в светли цветове и с добавени зърна от слюда. Вторият тип е груба керамика без украшения, а третия — керамика е по-рядък и също е с огрубена повърхност, като съдовете са с дебели стени, но от глина с примес от дребни камъчета. Съдовете от фаза I често са украсени с бяла боя под формата на ивици, триъгълници и цветни орнаменти. Червената керамика преобладава във фази I и III, докато във фаза IV керамиката е сива и черна. Керамиката от фаза II се характеризира със сив и кафяв цвят, както и с оребрени орнаменти.